# Roman Koustadintchev
Roman Koustadintchev est un coureur cycliste russe, né le 3 août 1995 à Belorechensk..

## Biographie
Roman Koustadintchev naît le 3 août 1995 à Krasnodar en Russie.
En 2014, membre de Russian Helicopters, il termine deuxième du championnat de Russie du contre-la-montre espoirs et de la Ruota d'Oro. En 2015, il devient membre de l'équipe continentale professionnelle RusVelo.

## Palmarès et classements mondiaux

### Palmarès sur route
- 2014
  - 2e du championnat de Russie du contre-la-montre espoirs
  - 2e de la Ruota d'Oro
- 2017
  - Strade Bianche di Romagna
  - 3e du Friendship People North-Caucasus Stage Race

### Classements mondiaux
| Année           | 2014 | 2015   | 2016   |
| --------------- | ---- | ------ | ------ |
| UCI Europe Tour | 405e | 1 203e | 1 302e |